# Siarzewo

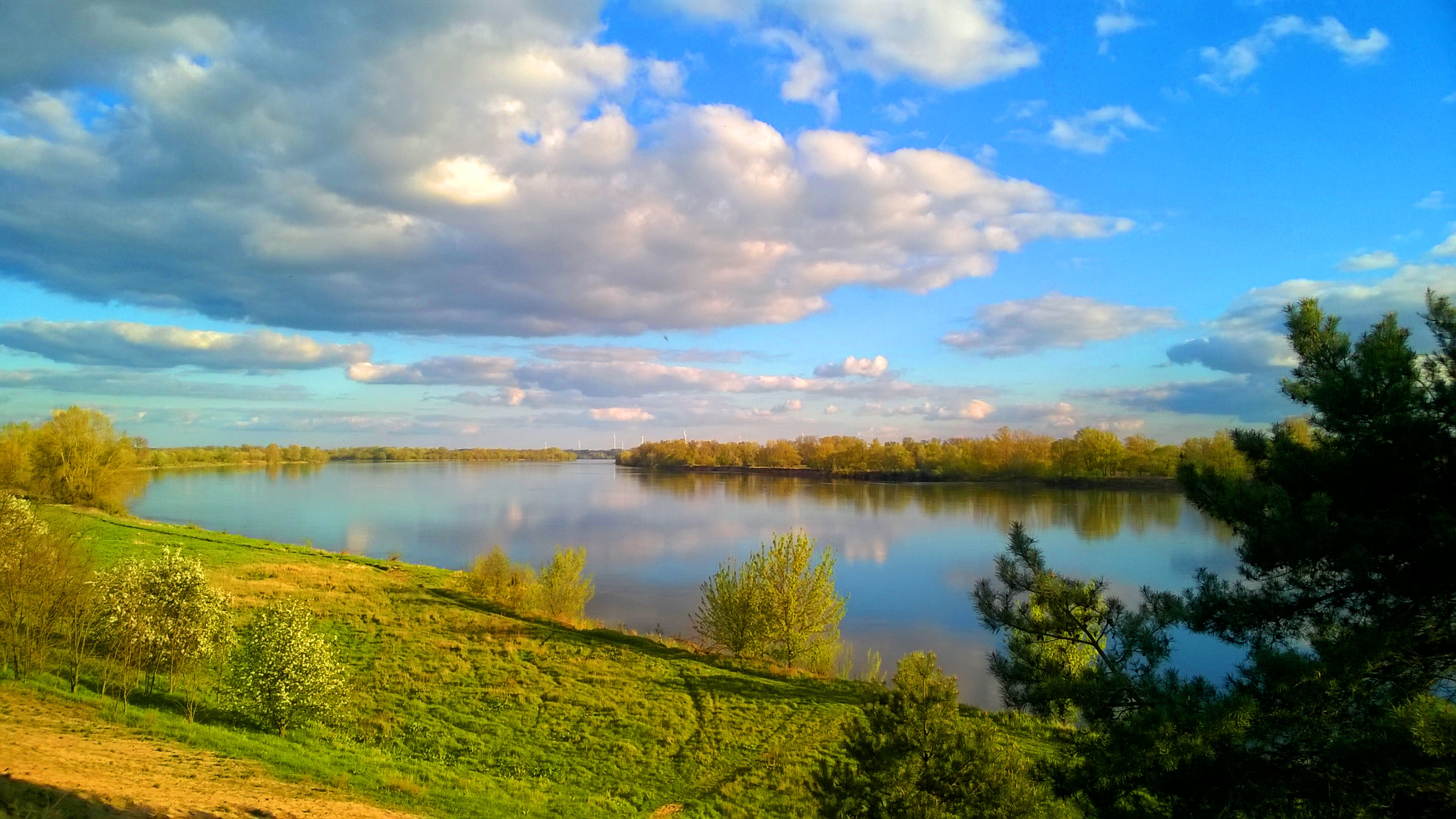
Wisła na wysokości Siarzewa

Siarzewo – wieś w Polsce położona w województwie kujawsko-pomorskim, w powiecie aleksandrowskim, w gminie Raciążek.

## Podział administracyjny
W latach 1975–1998 miejscowość administracyjnie należała do województwa włocławskiego.

## Historia
W 1827 było tu 10 domostw, wieś liczyła 73 mieszkańców. W 1583 wzmiankowana jako Psarzewo. Przed laty należała do dóbr biskupów kujawskich.

## Demografia
Według Narodowego Spisu Powszechnego z marca 2011 liczyło 225 mieszkańców. Jest czwartą co do wielkości miejscowością gminy Raciążek.

## Położenie
Wieś graniczy od wschodu z Uzdrowiskiem Ciechocinek. Jest podzielona na dwie części, które rozdziela wał przeciwpowodziowy. Część zachodnia znajduje się po ciechocińskiej stronie wału. Bardziej interesująca przyrodniczo jest część zachodnia. Od północy przylega do Wisły, od południa do skraju Wysoczyzny Kujawskiej. Wiele stanowisk archeologicznych. Gospodarstwa rozrzucone w sporych odległościach od siebie. W pobliżu historyczne miasto Nieszawa, w którym działa przeprawa promowa przez Wisłę.

## Zapora na Wiśle
W latach 2023/2024–2029 w Siarzewie, na 708. kilometrze Wisły, ma być budowana zapora wodna.